# Gymnocladus dioicus
Gymnocladus dioicus és una espècie d'arbre en la subfamília Caesalpinioideae dintre de la família de les Fabaceae, nativa del Mig Oest de Nord-amèrica. La seva àrea de distribució és limitada, ocorrent des de l'extrem sud d'Ontario, al Canadà, i en els Estats Units des de Kentucky (on els europeus ho van trobar per primera vegada) a l'oest, Pennsilvània en l'est, a Kansas, aquest de Nebraska, i sud-est de Dakota del Sud en l'oest, i el nord de Louisiana en el sud. És l'arbol emblema de l'estat de Kentucky.